# The Battle of Evermore
The Battle of Evermore è una canzone della  rock band Led Zeppelin, pubblicata nel 1971 e contenuto nell'album Led Zeppelin IV.

## Descrizione
Si tratta di un brano suonato interamente a mandolino e chitarra folk, scritto da Jimmy Page mentre suonava il mandolino dell'amico (e bassista dei Led Zeppelin) John Paul Jones.
The Battle of Evermore è l'unica canzone dei Led Zeppelin in cui Robert Plant non è l'unico cantante: vi è infatti un duetto con Sandy Denny, cantante del gruppo folk Fairport Convention.
In live, The Battle of Evermore è stata presentata con Plant alla voce principale, Jones alla seconda voce al posto di Denny, e alla chitarra folk, e Page al mandolino.
Il testo della canzone presenta alcuni passaggi che potrebbero riferirsi alle opere di Tolkien, di cui Plant era un grande appassionato. Tuttavia, nonostante le teorie avanzate dai fan, l'unico riferimento esplicito è l'utilizzo della parola ringwraiths, indicante i Nazgûl e coniata dallo stesso Tolkien.

## Fonti
- Led Zeppelin: Dazed and Confused: The Stories Behind Every Song, by Chris Welch, ISBN 1-56025-818-7
- The Complete Guide to the Music of Led Zeppelin, by Dave Lewis, ISBN 0-7119-3528-9
- The Atlas of Middle-Earth, by Karen Wynn Fonstad
- The Lord of the Rings: The Two Towers, J.R.R. Tolkien
- The Lord of the Rings: The Return of the King, J.R.R. Tolkien